# Филатова, Ирина Ивановна
Ирина Ивановна Филатова (род. 20 мая 1947, Мурманск) — советский и российский историк-африканист, профессор, доктор исторических наук. Автор шести книг и более 200 научных статей.

## Биография
Родилась в семье советского партийного деятеля Ивана Николаевича Филатова. 
В 1965 году поступила, а в 1970 году окончила Институт восточных языков при Московском Государственном Университете им. М. В. Ломоносова по специальности «востоковед-историк, референт-переводчик», специализация «История Африки». В 1970—1973 годах училась в аспирантуре в том же институте, защитив в 1973 году кандидатскую диссертацию на тему «Белое меньшинство в колониальной и независимой Кении. Трансформация роли белых поселенцев в социально-экономической и политической жизни». В 1973—1992 годах преподавала в Институте стран Азии и Африки при МГУ, в 1989—1992 годах была заведующей кафедрой африканистики. В 1987 году защитила докторскую диссертацию «Социальная трансформация африканского населения Кении: проблемы общего и особенного». С 1992 г. — профессор.
В 1992—1999 — профессор и зав. кафедрой истории  Университета Дурбан-Вествил (ЮАР), в 2000—2002 — директор Школы общественных наук и развития этого же университета. С 2002 г. — заслуженный профессор Университета Дурбан-Вествил, затем Университета Квазулу-Натал (ЮАР). С 2004 — профессор НИУ — Высшая Школа Экономики (Москва).

## Общественная деятельность
В 1989—1992 гг. — член совета по Африке  Комитета советских женщин. В 1990—1992 гг. — член совета  Комитета солидарности стран Азии и Африки. В 1994—1998 гг. — член Административного совета Центра российских исследований при  Кейптаунском университете (Кейптаун, ЮАР). В 1992—1994 — член редколлегии Славянского альманаха (Витватерсрандский университет, Йоганнесбург, ЮАР). В 2000—2012 — член редколлегии журнала Africa Insight (Институт Африки, Претория, ЮАР). В 2003—2007 — член редколлегии издательства Совета по гуманитарным наукам (Кейптаун, ЮАР). С 2010 г. по н.вр. — член реколлегии журнала Twentieth Century Communism (Манчестерский университет)

## Награды и премии
- Премия Рехта Малана (ЮАР) за книгу «Russia and South Africa in the Soviet Era», в 2014 г. названную лучшей книгой года в категории нехудожественной литературы[2].
- 2005—2007 — грант Фонда Форда (США), проект Jack Simons and the African National Congress: an intellectual’s biography.
- Заслуженный профессор Университета Квазулу-Натал, Дурбан (ЮАР) (2002).
- 1995—1997 — грант Национального фонда гуманитарных наук (США), проект The Comintern and South Africa: a documentary history (в соавт. с А. Б. Давидсоном, В. П. Городновым и Ш. Джонсом).
- 1992 — 9-й стипендиат стипендии Брэдлоу, Южноафриканский институт международных отношений.
- 1990—1991 — стипендиат Программы южноафриканских исследований, Йельский университет, США.

## Научные публикации

### Книги
- The Hidden Thread. Russia and South Africa in the Soviet Era (в соавт. с А. Б. Давидсоном). Johannesburg and Cape Town: Jonathan Ball Publishers, 2013, 553 p.[3]
- Филатова И. И., Давидсон А. Б. Россия и Южная Африка: Наведение мостов / Высшая школа экономики. — М.: Изд-во НИУ ВШЭ, 2012. — 496 с. — 600 экз. — ISBN 978-5-7598-0917-3.
- Давидсон А. Б., Филатова И. И. Россия и Южная Африка: Три века связей / Высшая школа экономики. — М.: Издат. дом ГУ-ВШЭ, 2010. — 332 с. — 650 экз. — ISBN 978-5-7598-0720-9.
- The Russians and the Anglo-Boer War. 1899—1902 (в соавт. с А. Б. Давидсоном). Cape Town: Human & Rousseau, 1998, 287 p.
- Филатова И. И. Люди «Зеленых холмов Африки» между прошлым и настоящим: Колониальная трансформация африканских обществ Кении / Ин-т стран Азии и Африки при МГУ. — М.: Наука. Изд. фирма «Вост. лит.», 1992. — 233 с. — ISBN 5-02-017439-4.
- Филатова И. И. История Кении в новое и новейшее время. — М.: Наука. Главная редакция восточной литературы, 1985. — 380, [8] с. — (История стран Африки). — 1850 экз.

### Под редакцией
- Черная Африка: прошлое и настоящее. Учебное пособие по Новой и Новейшей истории Тропической и Южной Африки / под. ред. А. С. Балезина, С. В. Мазова, И. И. Филатовой. — М. : Русский фонд содействия образованию и науке, 2016. — 704 с., 28 с. ил. — ISBN 5-040-58858-5. — ISBN 978-5-040-58858-9.
- South Africa and the Communist International: a documentary history (1919—1939), тт. 1, 2 (совместно с А. Б. Давидсоном, В. П. Городновым и Ш. Джонсом). Фрэнк Касс, Лондон, 2003.
- Африканистика в 20-м веке: время, интерпретации, люди. (совместно с А. С. Балезиным и Г. В. Цыпкиным). Москва, Институт всеобщей истории РАН, 2002.
- Aspects of Development: Perceptions, Perspectives, Identities (совместно с М. Гудхалс, С. Личем и Б. Уайтом). Alternation (Дурбан), т. 7, N 2, 2000.
- Russia in the Contemporary World. Материалы международной конференции (совместно с А. Б. Давидсоном). Кейптаунский университет, Центр российских исследований и изд-во Феникс, 1995.
- История Тропической и Южной Африки, 1918—1988 (совместно с А. Б. Давидсоном). Москва, Наука, 1989.

### Основные статьи и главы в книгах
- «The Lasting Legacy: The Soviet Theory of the National-Democratic Revolution and South Africa». South African Historical Journal. Special Issue: the ANC at 100. Vol. 64, No.3, September 2012. P. 507—537.
- «What Colour is the South African Rainbow? The ANC’s Racial Transformation». Transformation. Critical Perspectives on Southern Africa. No 75, 2011. P. 23-35.
- «Африканская государственность или африканский ренессанс. Парадокс ненормальности или нормальность парадокса?» В сб. А. Л. Рябинин, ред. Государственный суверенитет vs право на самоопределение. М.: Изд. дом ГУ-ВШЭ, 2011. С. 74-112.
- «Какого цвета 'южноафриканское чудо'? Национально-демократическая революция и национальные отношения в ЮАР в конце XX-го — начале XXI в.» (в соавт. с А. Б. Давидсоном). В сб. А. Б. Давидсон, ред. Pax Africana: континент и диаспора в поисках себя. Москва, Издательский дом ГУ Высшая школа экономики, 2009, с. 141—214.
- «Исторические пласты афроцентризма» (в соавт. с А. Б. Давидсоном). В сб. А. Б. Давидсон, ред. Pax Africana: континент и диаспора в поисках себя. Москва, Издательский дом ГУ Высшая школа экономики, 2009, с. 6-40.
- «Национальная политика и национальные отношения в ЮАР после 1994 г.» (в соавт. с А. Б. Давидсоном). В сб. А. М. Васильев, ред. Современная Африка: метаморфозы политической власти. Москва, Издательская фирма «Восточная литература» РАН, 2009, с. 377—445.
- «Долгий след: советская теория национально-освободительного движения и Южная Африка». В сб. А. Л. Рябинин, ред. Имперский вопрос — национальный ответ. Москва: Изд. дом ГУВШЭ, 2009, с. 237—263.
- «Южная Африка после апартеида» (в соавт. с А. Б. Давидсоном). Мировая экономика и международные отношения, Москва, no. 11, 2008, с. 77-87.
- «Национальная идеология и политическая борьба в ЮАР после 1994 г.» (в соавт. с А. Б. Давидсоном). Новая и новейшая история, Москва, no. 1, 2008, с. 100—109.
- «От зулусов до казахов, Давние контакты России и Южной Африки» (в соавт. с А. Б. Давидсоном). Восток (Orient), Москва, no. 1, 2008, с. 121—129.
- «South Africa’s Soviet Connection». History Compass, London: Wiley-Blackwell Publishers, 2008, vol. 6, no. 2, p. 389—403.
- «Россия и Южная Африка. Ранние взаимные представления» (в соавт. с А. Б. Давидсоном). Исторические Записки (РАН), no. 10 (128), Москва: «Наука», 2007, с. 303—343.
- «Anti-Colonialism in Soviet African Studies (1920s-1960)». В сб. P. T. Zeleza, ed. The Study of Africa. Volume II. Global and Transnational Engagements. Dakar: CODESRIA, 2007, p. 203—234.
- «Афроцентризм — пережиток прошлого или знамение будущего?» (в соавт. с А. Б. Давидсоном). В сб.:Л. В. Васильев, ред. Мы и они. Конформизм и образ «другого». Сборник статей на тему ксенофобии. Москва: Изд-во Университет книжный дом, 2007, с. 134—164.
- «To the Other End of the Earth: Russia and South Africa in the 17th and 18th Centuries» (в соавт. с А. Б. Давидсоном). В сб.: M. Matusevich, ed Africa in Russia, Russia in Africa. Three Centuries of Encounters. Trenton (New Jersey): Africa World Press Incorporated, 2007, с 201—218.
- «Russia and South Africa at the Beginning of the Twentieth Century: five episodes» (в соавт. с А. Б. Давидсоном). В сб.: I. Snyman, I. Liebenberg, G. van der Westhuizen, M. Roos, eds. A Century is a Short Time. New Perspectives on the Anglo-Boer War. Изд-во Нексус, Йоганнесбург/Претория, 2005, с. 348—376.
- «Концепция этнической консолидации в советской африканистике в 50-е годы». В сб. Становление отечественной Африканистики. 1920—1960. Москва, Наука, 2003, с. 336—348.
- «Советские концепции антиколониализма в Африке». В сб. Становление отечественной Африканистики. 1920—1960. Москва, Наука, 2003, с. 295—335.
- «African State versus African Renaissance? A Historical Survey of the State in Africa». В сб: E. Maloka, ред. A United States of Africa? Pretoria: Africa Institute Publishers, 2001, p. 65-91.
- «Democracy vs State: The African Dilemma». В сб.: H. Solomon, I. Liebenberg, ред. Consolidation of Democracy in Africa. A View from the South. Ashgate, Aldershot, et al. ., 2000, с. 11-44.
- «Англо-бурская война и Россия» (в соавт. с А. Б. Давидсоном). Новая и новейшая история, Москва, N 1, 2000, с. 31-50.
- «Russian Sources on the Anglo-Boer War» (в соавт. с А. Б. Давидсоном). S.A. Archives Journal, Йоганнесбург, т. 41, 1999/2000, с. 56-63.
- «Indoctrination or Scholarship? Education of Africans at the Communist University of the Toilers of the East in the Soviet Union, 1923—1937». Paedagogica Historica. International Journal of the History of Education, Брюссель, т. XXXV (1999), N 1, с. 41-66.
- «Seeking the Secrets of War. Russian Military Observers at the South African War. 1899—1902» (в соавт. с А. Б. Давидсоном). Kleio, Претория, N XXX (1998), с. 45-63.
- «Soviet Concepts of Ethnicity. Interpretations of a Dogma.» Theoria, Дурбан, N 90, декабрь 1997, с. 93-120.
- «Russia and South Africa a Hundred Years Ago.» (в соавт. с А. Б. Давидсоном) South African Historical Journal, N 37 (ноябрь, 1997), с. 21-47.
- «South African Society: Soviet Perspectives — 1917 to the mid 1950s» (в соавт. с А. Б. Давидсоном). AlterNation, Дурбан, т. 4, N 1, 1997, с. 84-92.
- «African History: A View from behind the Kremlin Wall» (в соавт. с А. Б. Давидсоном). В сб.: S. McGrath, Ch. Jedrej, K. King and J. Thompson (ред). Rethinking African History. Centre of African Studies. Эдинбургский университет, Эдинбург, 1997, с. 45-69.
- «The South African War and the Russian Public» (в соавт. с А. Б. Давидсоном). AlterNation, Дурбан, т. 4, N 2, 1997, с. 81-102.
- «The Rainbow against the African Sky or the African Hegemony in a Muti-Cultural Context?» Transformation, Дурбан, N 34, 1997, с. 47-56.
- «Russian Doctors and Nurses in the South African War, 1899—1902» (в соавт. с А. Б. Давидсоном). Historia, Претория, т. 42, N 1, 1997, с. 49-60.
- «History through the Prism of Identity: interpretation at the crossroads.» В: R. Morrell (ред.). Political Economy and Identities in KwaZulu-Natal. Historical and Social Perspectives. Indicator Press, Дурбан. 1996, с. 7-14.
- «The Russian Boer General» (в соавт. с А. Б. Давидсоном). Historia, Претория, т. 40, N 2, 1995, с. 20-38.
- «The Awkward Issue: Some Comments on the South African Debate on Nation-building and Ethnicity». В: N. Rhoodie and I. Liebenberg, (ред.). Democratic Nation-Building in South Africa. HSRC Publishers, Претория, 1994, с. 52-59.
- «Early Contacts between Russia and South Africa.» (в соавт. с А. Б. Давидсоном). Slavic Almanach. A Year Book of South African Society for Slavic, Central and East European Studies. Йоганнесбург, т. 1, 1992, с. 66-93.
- «Some Thoughts on Soviet South African Studies under 'Stagnation' and Perestroika» International Journal of African Historical Studies, т. 25, N 1 (1992), с. 15-23.
- «Африка южнее Сахары. Основные проблемы новейшей истории» (в соавт. с А. Б. Давидсоном). В: История Тропической и Южной Африки, 1918—1988. Москва, 1989, с. 3-63.
- «South Africa as Seen by Russian and Soviet People and their Perception of the South African Problem.» Institute for a Democratic Alternative for South Africa Occasional Papers, N 14, б.м. (Кейптаун), 1988.
- «Die Enststehung einer nationalen geschichtsschreibung in den Landern Ostafrikas» (в соавт. с В. Е. Овчинниковым). В: Philosophie der Eroberer und Koloniale Wirklichkeit. Ostafrika 1884—1918. Берлин, 1981.
- «Историческая наука в странах Восточной Африки» (в соавт. с В. Е. Овчинниковым и А. С. Балезиным). В: Историческая наука в странах Африки, Москва, 1979, с. 155—207.
- «У подножья Килиманджаро. Африка Хемингуэя». Восточный альманах, т. 6. Москва, 1978, 23 с.
- «Документы панафриканского движения». Расы и народы, т. 7, Москва, 1977.
- «Поселенческая община Кении и британская колониальная политика». В: Тропическая Африка. Проблемы истории. Москва, 1973, 53 с.